# Rete celere del Canton Ticino

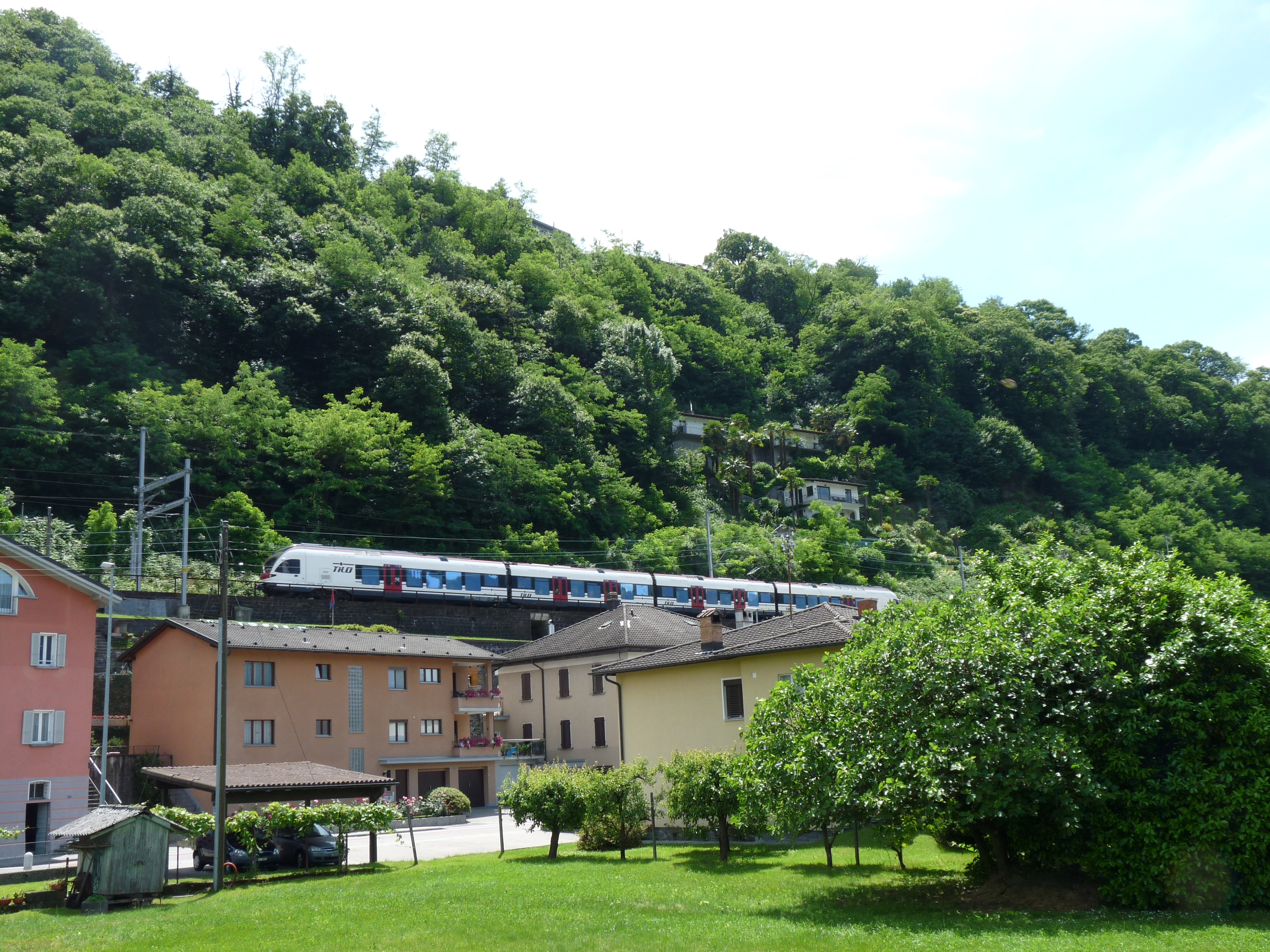
Pociąg TILO

Rete celere del Canton Ticino – system szybkiej kolei miejskiej S-Bahn, działający od 2004 roku. Sieć składa się z trzech linii o standardowej skrajni, które są obsługiwane przez włosko-szwajcarską firmę kolejową TILO (Treni Regionali Ticino Lombardia) i jednej linii wąskotorowej zarządzanej przez prywatną kolej Lugano – Ponte Tresa. Dwie linie przechodzą przez granicę do Lombardii.